# マルタケルト地区
マルタケルト地区（マルタケルトちく、アルメニア語: Մարտակերտի շրջան、ロシア語: Мартакертский район）は、かつてアゼルバイジャンのナゴルノ・カラバフを実効支配していたアルツァフ共和国（ナゴルノ・カラバフ共和国）が設置した地区（ラヨン）。中心都市はマルタケルト（アゼルバイジャン語名アグダラ）。2023年9月にナゴルノ・カラバフを喪失して以降は名目上の行政区画となっている。
アルツァフ北東部に位置し、北をシャフミアン地区東部（アルツァフが領有権を主張、アゼルバイジャンが実効支配）、東をアゼルバイジャンのタルタル県とアグダム県と、南をアスケラン地区と、南西をカシャタグ地区（2020年紛争後にアゼルバイジャンへ返還）、西をシャフミアン地区西部（2020年紛争後に返還）と接していた。
2020年紛争以前の面積は1,795.1平方キロメートル（2045.1 km2とする資料もある）、人口は19,800人。
アゼルバイジャン領に復帰後はアグダラ県の一部となっている。

## 歴史
前身はアゼルバイジャン・ソビエト社会主義共和国内のナゴルノ・カラバフ自治州マルダケルト地区（アゼルバイジャン語: Mardakert rayonu）。ナゴルノ・カラバフ戦争（第一次ナゴルノ・カラバフ戦争、1988年 - 1994年）の最中に独立を宣言したアルツァフ共和国は新たにマルタケルト地区を設置した。なおアゼルバイジャンではアグダラ県への改名を経て1992年に旧マルダケルト地区は廃止されている。1992年6月より始まったアゼルバイジャン軍のゴランボイ作戦でマルタケルトなどを失ったが、1993年6月のマルタケルト解放でアルメニア軍が奪還し、更に旧自治州外のアイゲスタンやノル・アイゲスタンを占領・編入した。停戦後、アルメニア人の再定住が始まった。
2016年ナゴルノ・カラバフ紛争（6日間戦争）では地区北東部のマタギスがアゼルバイジャン軍の攻撃を受けるも、アルツァフが死守した。
2020年ナゴルノ・カラバフ紛争（第二次ナゴルノ・カラバフ戦争）ではアゼルバイジャン軍の攻撃を受けマタギスやタリシュを喪失し、停戦協定でアイゲスタンやノル・アイゲスタンなど旧自治州外の7村をアゼルバイジャンへ返還した。
2023年ナゴルノ・カラバフ衝突（アゼルバイジャン攻勢）ではアゼルバイジャン軍が地区中部のサルサン貯水池へ進軍し、貯水池および道中のGetavanやDrmbonを占領した。またアゼルバイジャン軍は地区東部のジャンヤタグも占領したが、敵と誤認されたロシア平和維持部隊の6人が死亡する事故が起こった。アルツァフの降伏後はアゼルバイジャンがマルタケルト地区を取り戻した。
アルツァフはナゴルノ・カラバフの実効支配を失ったが、地区の首長は無給で引き続き公務に就いており、名目上は存続している。

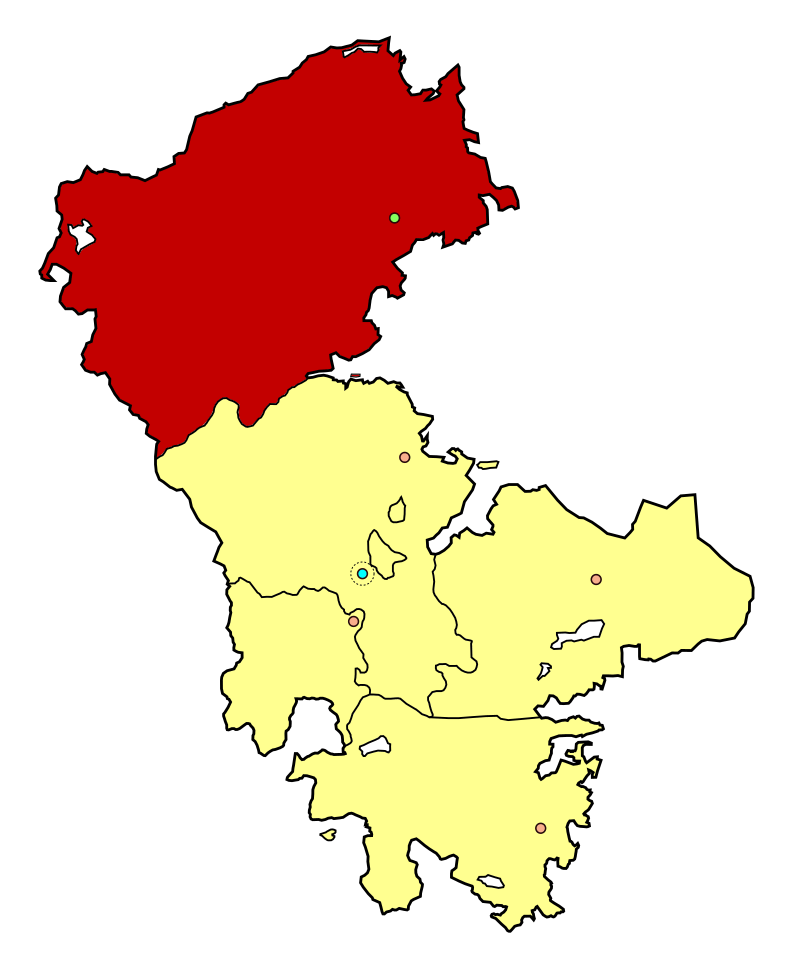
自治州時代の領域
2020年紛争までの領域
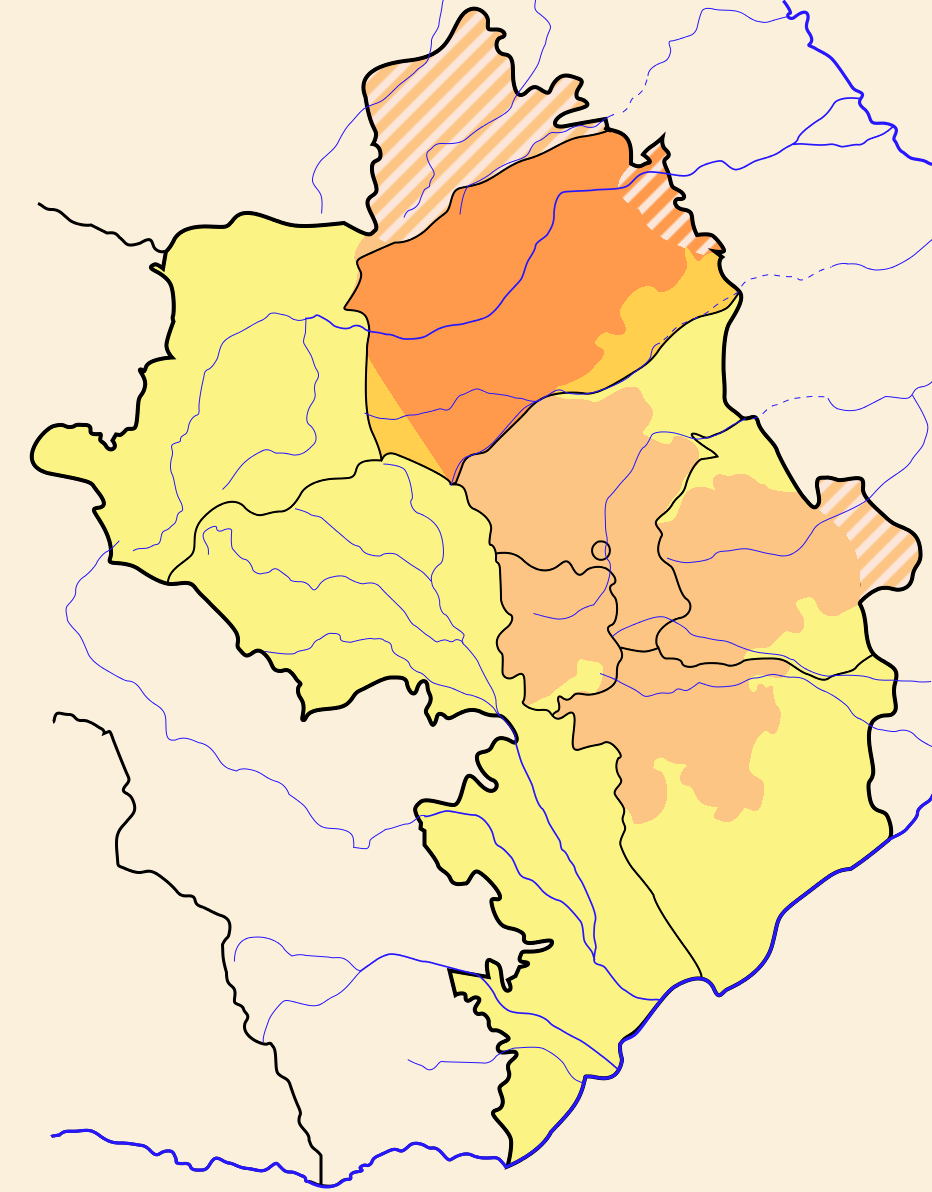
自治州時代と2020年までのマルタケルト地区を重ね合わせた地図

## 都市
2020年1月時点で1都市と42農村共同体が所属していた。
以下は2005年国勢調査に記載されている都市の一覧である。カッコ内はアゼルバイジャン語名。
都市
- マルタケルト（ロシア語版）

村
- Nor Haykajur（Boyəhmədli、2020年紛争後に返還）
- Aghabekalanj（Ağabəyyalı）
- Arajadzor（Dovşanlı）
- Garnakar（Çormanlı）
- Getavan（Qozlukörpü、2023年攻勢中に喪失）
- Drmbon（Heyvalı、同上）
- Zaglik（Zəylik）
- Zardakhach（Zardaxaç）
- タリシュ（英語版）（2020年紛争で喪失）
- Tblghu（Damğalı）
- Khnkavan（Xanqutala）
- Tsaghkashen（Dəmirli）
- Kichan（Ballıqaya）
- Kochoghot（Yayıcı）
- Kusapat（Qasapet）
- Haterk（Həsənriz）
- Harutyunagomer（Qızılqaya）
- Hovtashen(hy)（Əliağalı、2020年紛争後に返還）
- ジャンヤタグ（英語版）（Canyataq、2023年攻勢中に喪失）
- マタギス（2020年紛争で喪失）
- Maghavuz（Çardaqlı）
- メッツ・シェン（英語版）（Ulu Qarabə）
- メフマナ（英語版）
- Mokhratagh（Kiçik Qarabəy）
- Nerkin Horatagh（Aşağı Oratağ）
- ノル・アイゲスタン（Mollalar、2020年紛争後に返還）
- Nor Karmiravan（Papravənd、2020年紛争後に返還）
- Nor Ghazanchi（Sırxavənd）
- Nor Maragha（Qızıl Kəngərli、2020年紛争後に返還）
- Nor Seysoulan（Yeni Qaralar、2020年紛争後に返還）
- Shahmasur（Şahmansurlu）
- Chapar（Çapar、2023年攻勢中に喪失）
- Chldran（Çıldıran）
- Poghosagomer（Dəvədaşı）
- Vaghuhas（Qozlu、2023年攻勢で喪失）
- Vank（Vəngli）
- Vardadzor（Gülyataq）
- Varnkatagh（Lüləsaz）
- Verin Horatagh（Yuxarı Oratağ）
- コラタク（英語版）（Kolatağ）

## 住民
2020年1月1日時点の法定人口は19,800人で、総人口の13%を占める。住民のほとんどはアルメニア人である。自治州時代はアゼルバイジャン人もいたが、第一次ナゴルノ・カラバフ戦争の際に脱出している。
国勢調査毎の地区人口および民族別人口の変遷は以下の表のとおり。
| 民族               | 1926年 | 1939年 | 1959年 | 1970年 | 1979年 | 2005年 | 2015年 |
| ------------------ | ------ | ------ | ------ | ------ | ------ | ------ | ------ |
| アルメニア人       | 29,292 | 36,453 | 33,555 | 38,220 | 37,050 | 18,921 | -      |
| アゼルバイジャン人 | 1,914  | 2,833  | 3,415  | 5,168  | 7,050  | -      | -      |
| ロシア人           | 434    | 1,244  | 611    | 348    | 355    | 23     | -      |
| その他             | 128    | 282    | 153    | 268    | 131    | 19     | -      |
| 地区人口           | 31,768 | 40,812 | 37,734 | 44,004 | 44,586 | 18,963 | 19,531 |